# Crown Estate
O Crown Estate é uma corporação estatutária (entidade governamental) que administra um patrimônio composto de de terras e propriedades no Reino Unido pertencentes ao monarca britânico como uma corporação única, tornando-se "o patrimônio público do soberano", que não é propriedade do governo nem parte do patrimônio privado do monarca.    
O monarca (Rei ou Rainha) não está envolvido com a gestão ou administração da propriedade e exerce apenas um controle muito limitado de seus negócios.  Em vez disso, o extenso rol das propriedades é supervisionado por um órgão público semi-independente e incorporado, liderado pelos Crown Estate Commissioners (Comissários do Crown State) que exercem "os poderes de propriedade" da propriedade, embora não sejam "proprietários por direito próprio" .  Os rendimentos dessas posses hereditárias são colocados pelo monarca à disposição do Governo para auxiliar o governo civil. Estas receitas vão diretamente para o Tesouro de Sua Majestade, em benefício da nação britânica.  O Crown Estate é formalmente responsável perante o Parlamento do Reino Unido,  onde é legalmente obrigado a fazer um relatório anual ao soberano, cuja cópia é enviada à Câmara dos Deputados. Na Escócia, o Crown Estate é administrado pelo Crown Estate Scotland, um órgão formado no ano de 2016.    
Seu modelo jurídico é o de corporação estatutária, segundo fixado pelo Crown Estate Act de 1961, atuando como indústria de gestão de propriedade. Foi fundado no ano de 1760, pelo Rei Jorge III. Sua sede se encontra no St James's Market, em Londres, (CEP "SW1"). Negocia ou administra os seguintes produtos/negócios: Propriedades, residencial, gestão do fundo do mar, serviços imobiliários, escritórios e centros comerciais. No ano de 2021 apresentou uma receita de 486,9 milhões de libras esterlinas. Do resultado líquido, 75% destina-se ao Tesouro Real e 25% para o Monarca. Estima-se que o patrimônio total foi, no ano de 2021, de 15,2 bilhões de libras esterlinas. O proprietário é o monarca do Reino Unido. Seu site oficial é "https://www.thecrownestate.co.uk/.   
A Crown Estate é uma das maiores administradoras de propriedades no Reino Unido, administrando propriedades no valor de 14,1 bilhões de libras esterlinas,  com propriedades urbanas avaliadas em 9,1 bilhões de libras esterlinas. Estas incluem muitas propriedades no centro de Londres, mas a propriedade também controla 7.920 km2 de terras agrícolas e florestais e mais da metade da costa do Reino Unido e mantém várias outras propriedades e direitos tradicionais, incluindo Ascot Racecourse (pista de corrida de cavalos em Ascot, Berkshire) e Windsor Great Park (Parque Real situado ao sul de Windsor).  Embora o Windsor Home Park (imóveis e terras de propriedade de da Coroa, no lado leste do castelo de Windsor) também faça parte do Crown Estate, palácios reais ocupados, como o Castelo de Windsor em si, não fazem parte do Crown Estate, mas são administrados pela própria "Casa Real" (Royal Househould). Ouro e prata de ocorrência natural no Reino Unido, coletivamente conhecidos como "Mines Royal" (Minas Reais), são administrados pela Crown Estate e arrendados a operadores de mineração.    
Historicamente, as propriedades da Crown Estate eram administradas pelo monarca reinante para ajudar a financiar os negócios de governar o país. No entanto, em 1760, Jorge III entregou ao Tesouro o controle das receitas do Estado,  libertando-o assim da responsabilidade de pagar as despesas da função pública, os custos da defesa, a dívida nacional e as suas próprias dívidas pessoais. Em troca, recebeu uma bolsa anual conhecida como Lista Civil (lista de pessoas as  quais o governo deve pagar dinheiro de forma periódica, por serviço ao estado ou como pensões honorárias).
Por tradição, cada monarca subsequente concorda com tal ato após sua subida ao trono (ascensão). Desde 1 de abril de 2012, nos termos do "Sovereign Grant Act 2011 (SSG, ou "Lei de Subsídio Soberano de 2011"), a chamada Lista Civil (relação de pessoas a quem o governo deve pagar algum benefício) foi abolida e o monarca passou a dispor de uma fonte estável de receitas indexada a uma percentagem do rendimento líquido anual do Crown Estate (atualmente fixado em 25%). Isso pretendia fornecer uma solução de longo prazo e remover a questão politicamente sensível do Parlamento ter que debater o valor dado ao monarca, a cada dez anos. Posteriormente, tal ato permite que todos os futuros monarcas simplesmente estendam essas disposições para seus reinados através de novos atos, nominados "Order-in-Council". O ato não implica qualquer alteração legal na natureza da propriedade, mas é simplesmente uma referência pela qual a subvenção ao soberano é definida como uma subvenção pelo Parlamento.  

## Histórico

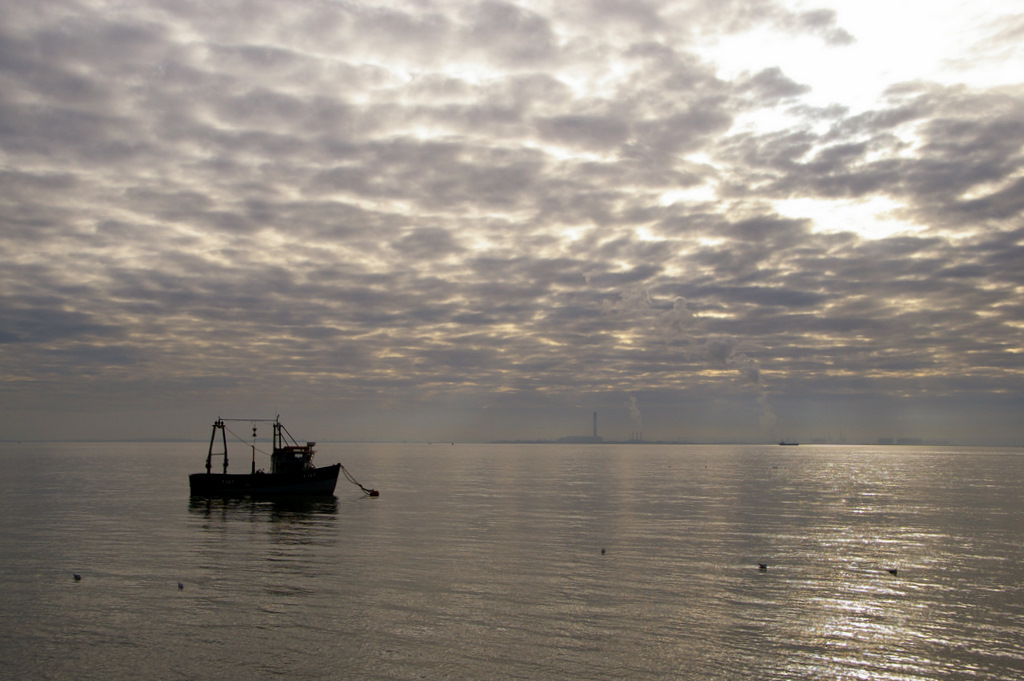
Southend-on-Sea (Essex), o Crown Estate possui praticamente todo o fundo do mar do Reino Unido, desde as águas baixas até o limite de 22 km

### Terras da Coroa na Inglaterra e País de Gales
A história das terras da Coroa na Inglaterra e no País de Gales começa com a conquista normanda em 1066.  Quando Guilherme I morreu, a terra que ele havia adquirido por direito de conquista ainda estava praticamente intacta.  Seus sucessores concederam grandes propriedades aos nobres e barões que lhes forneceram homens e armas.  As terras restantes do monarca foram divididas em feudos reais, cada um administrado separadamente por um senescal . O período entre os reinados de Guilherme I e da Rainha Ana foi de contínua alienação de terras.   
As terras da Coroa foram aumentadas e esgotadas ao longo dos séculos: Eduardo I estendeu suas posses ao País de Gales, e Jaime VI e I tiveram suas próprias terras da Coroa na Escócia, que foram finalmente combinadas com as terras da Coroa da Inglaterra e do País de Gales.  As alienações superaram as aquisições: na época da Restauração em 1660, a receita total proveniente das terras da Coroa foi estimada em 263.598 de libras, o equivalente a 42.102.836 de libras esterlinas, atualmente. No final do reinado de Guilherme III (1689–1702), foi reduzido para cerca de 6.000 libras na época, o equivalente a 1.045.241 libras hoje em dia. 
Antes do reinado de Guilherme III, todas as receitas do reino eram concedidas ao monarca pelas despesas gerais do governo. Essas receitas eram de dois tipos: 
- as receitas hereditárias, provenientes principalmente das terras da Coroa, direitos feudais (comutados pelos impostos especiais de consumo hereditários em 1660), lucros dos correios, com licenças, etc.
- as receitas temporárias derivadas de impostos concedidos ao rei por um período de anos ou por toda a vida. [25]

Após a Revolução Gloriosa, o Parlamento manteve sob seu próprio controle a maior parte das receitas temporárias, e aliviou o soberano do custo dos serviços navais e militares e do ônus da dívida nacional . Durante os reinados de Guilherme III, Ana, Jorge I e Jorge II o soberano permaneceu responsável pela manutenção do governo civil e pelo sustento da casa real e da dignidade, sendo permitidos para estes fins as receitas hereditárias e certos impostos. 
À medida que a máquina estatal se expandia, o custo do governo civil superava a renda das terras da Coroa e dos direitos feudais; isso criou uma dívida pessoal para o monarca. 
Com a adesão de George III, ele entregou a renda das terras da Coroa ao Parlamento e revogou a responsabilidade pelo custo do governo civil e pela liquidação das dívidas associadas. Como resultado, e para evitar embaraços pecuniários, foi-lhe concedido um pagamento fixo da "lista civil" (lista de pessoas as quais deve o Estado pagar valores de forma periódica)  e os rendimentos retidos do Ducado de Lancaster.  O rei entregou ao controle parlamentar os impostos especiais de consumo hereditários, as receitas dos correios e "os pequenos ramos" da receita hereditária, incluindo os aluguéis das terras da Coroa na Inglaterra (que totalizavam cerca de  11.000 de libras (ou 1.769.392 de libras, nos dias atuais) e foi concedido um anuidade ao Monarca da ordem de 800.000 libras (o equivalente a 128.683.019 de libras, hoje em dia) para o sustento de sua casa, sujeito ao pagamento de certas anuidades aos membros da família real. 
Embora o rei tivesse retido grandes receitas hereditárias, sua renda se mostrou insuficiente para as despesas cobradas porque ele usou o privilégio para recompensar os apoiadores com subornos e presentes.  Dívidas no valor de mais de 3 milhões de libras (equivalentes a 255.119.701 de libras hoje em dia ) ao longo do reinado de Jorge foram pagas pelo Parlamento e a anuidade da lista civil foi aumentada de tempos em tempos.  

Cada soberano sucessor, incluindo Carlos III , renovou o acordo feito entre Jorge III e o Parlamento.  No século XIX a prática foi reconhecida como "parte integrante da Constituição [que] seria difícil de abandonar".  No entanto, uma revisão dos arranjos de financiamento para a monarquia levou à aprovação do Grato Ato de Soberania de 2011, que de acordo com o Tesouro Real é : 
Uma nova subvenção consolidada reunindo a Lista Civil, os Palácios Reais e as subvenções para viagens reais. Pretende-se que o financiamento futuro seja definido como uma fração da receita do "The Crown Estate" e pago através do processo anual de Estimativas do Tesouro e sujeito à auditoria completa do Departamento Nacional de Auditorias. O subsídio é para permitir que o Monarca cumpra suas funções como chefe de estado. ou seja, cobre os custos de pessoal central e despesas de funcionamento da Casa oficial de Sua Majestade – coisas como recepções oficiais, investiduras, festas no jardim e assim por diante. Também cobrirá a manutenção dos Palácios Reais na Inglaterra e o custo de viagem para realizar compromissos reais, como abertura de edifícios e outras visitas reais. Embora o valor da Subvenção seja vinculado aos lucros do Crown Estate, esses lucros continuarão a ser pagos ao Tesouro; eles não devem ser hipotecados. Definir o subsídio em uma porcentagem dos lucros do Crown Estate ajudará a estabelecer uma estrutura durável e transparente. 
Em abril de 2014, foi declarado que o Crown Estate estava propondo vender cerca de 200 de suas 750 casas rurais no Reino Unido e estava despejando inquilinos em preparação. 